# لهراسب (مقاطعة فراشبند)
لهراسب (بالإنجليزية: Mazraeh-ye Lahrasb)‏ هي human-geographic territorial entity تقع في فارس في إيران. يقدر عدد سكانها بـ 11 نسمة .